# Ossets (joc)

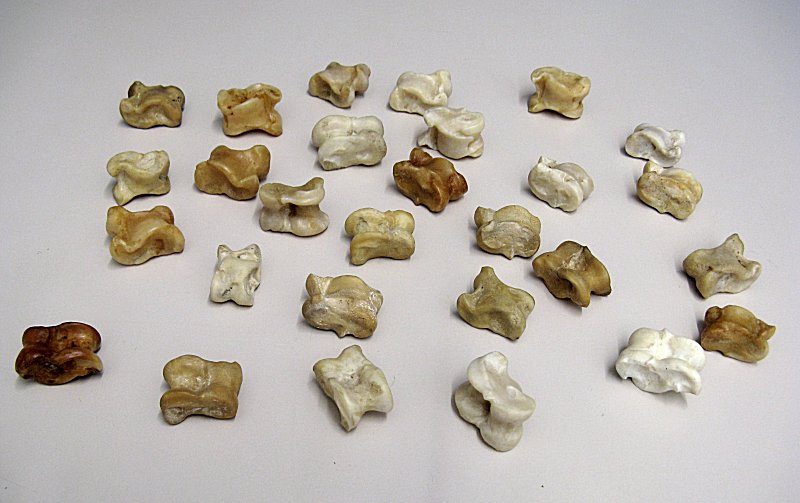
Tabes.

El joc dels ossets, l'osset de jugar, la marraquinca (Balears), carn i os o joc de les tabes fou practicat al llarg de tota l'edat mitjana, en bona part d'Europa. Es pot veure en diverses representacions d'època medieval. Rebia molts noms i es podia jugar de maneres diverses. Una de les variants més usuals era el joc del botxí.
Tradicionalment s'emprava l'os del taló o astràgal dels quadrúpedes, dels animals de llana.
El joc de la marraquinca, antiquíssim, s'ha perdut completament en aquest segle. És un joc d'atzar que consisteix a tirar enlaire la marraquinca i observar quina de les seves quatre cares roman visible i horitzontal quan l'os ha caigut en terra; segons quina hi roman, guanya o perd el jugador que l'ha llançat. A Menorca, al s. XX encara hi havia nenes que hi jugaven qualque poc. Generalment hi juguen amb dos ossets llançant-los enlaire simultàniament. Les cares de l'os tenien, a Ciutadella, aquests noms: s'ull, es cul, es sa-mitat i es nèpel (o es tot); si una marraquinca restava amb el cul per amunt, la jugadora que l'ha tirada perdia; si no romania cap marraquinca amb el cul per amunt, la jugadora que les ha llançades guanyava per diferent valor segons la posició dels ossets, i si una d'aquestes restava amb el nèpel o tot per amunt, guanyava tot allò que les jugadores hi havien posat.
Les parts dels ossets s'anomenen: clotet (part més enfonsada), esquena, panxeta o carn (cara còncava que sobresurt), reiet o rei (part més plana), palomera (part que té un acabament en forma de bec). La corretja és la cara oposada al clau.
Al Rosselló rep el nom de totos o tòtols.